# Villa Heinrich
Le villa Heinrich (en hongrois : Heinrich-villa) est un édifice situé dans le 2e arrondissement de Budapest.